# Champions Cup (snooker)
Champions Cup var en inbjudningsturnering i snooker som spelades under sammanlagt tre säsonger 1999 - 2001 (turneringen ersatte Charity Challenge som spelats under fem säsonger). Det var en turnering för föregående säsongs mästare i de olika turneringarna (därav namnet Champions Cup), men för att få ihop fulla startfält bjöd arrangörerna även in ett fåtal spelare som wild cards.
Spelarna (tio första året, därefter åtta) delades in i två grupper inom vilka alla mötte alla. De två bästa i varje grupp gick vidare till semifinal. Den första upplagan hade en något ovanlig fördelning av prispengarna: vinnaren fick allt! Till de två följande upplagorna ändrades detta så att även övriga spelare fick en liten del av prispotten.
Tävlingen sändes av det brittiska TV-bolaget ITV, men efter att de slutat sända snooker 2001 så lades tävlingen ned.

## Vinnare
| År   | Vinnare           | Motståndare   | Resultat | Säsong  |
| ---- | ----------------- | ------------- | -------- | ------- |
| 1999 | Stephen Hendry    | Mark Williams | 7 - 5    | 1999/00 |
| 2000 | Ronnie O'Sullivan | Mark Williams | 7 - 5    | 2000/01 |
| 2001 | John Higgins      | Mark Williams | 7 - 4    | 2001/02 |